# Красная армия Северного Кавказа
Красная армия Северного Кавказа — объединение РККА, сформированное во время Гражданской войны. 
Создана приказом штаба обороны Царицына от 25 января (7 февраля) 1918 года как Юго-Восточная революционная армия. С апреля 1918 года армия переименована в войска Кубанской Советской Республики, с начала июля 1918 года получила наименование Красная армия Северного Кавказа. Приказом РВС Южного фронта от 3 октября 1918 года была преобразована в 11-ю армию.

## История

### Юго-Восточная революционная армия
Армия создана приказом штаба обороны Царицына от 25 января (7 февраля) 1918 года из красногвардейских отрядов и революционных частей 39-й пехотной дивизии, действовавших на Кубани, получив наименование Юго-Восточной революционной армии (утверждено приказом от 17 февраля командующего советскими войсками Юга России В. А. Антонова-Овсеенко). Революционные отряды, красногвардейские отряды, отдельные полки, батальоны, роты, сотни постепенно сводились в колонны, боевые участки, бригады, дивизии.
Первоначально Юго-Восточная армия оборонялась на рубеже Ростов-на-Дону — Тихорецкая против войск белогвардейской Добровольческой армии. В тылу её отдельные отряды боролись с войсками Кубанской Рады и различных антисоветских формирований. В марте 1918 вместе с войсками Новороссийской группы заняла Екатеринодар, потом вела бои под станицей Средне-Егорлыкская, Березанская, Усть-Лабинская против Добровольческой армии. В апреле в состав Юго-Восточной армии входили: Приморско-Ахтырский, 1-й Екатеринодарский, 1-й Северо-Кубанский, 2-й Северо-Кавказский, 154-й Дербентский, Варнавинский пехотные полки, конная группа, отряды рабочих и черноморских моряков (всего до 20 тысяч человек).

### Войска Кубанской Советской республики
С апреля 1918 Юго-Восточная армия получила наименование войска Кубанской Советской республики. После образования Кубано-Черноморской Советской Республики были переименованы в войска Кубано-Черноморской республики. Были созданы боевые участки (фронты):
- Таманский (командующий А. А. Романенко), включавший несколько полков и отрядов на Таманском полуострове;
- Азовский (командующий С. Клово) — 1-ю дивизию Ейского отдела и Азовскую военную флотилию на побережье Азовского моря от Таманского полуострова до Шабельское;
- Ростовский (командующий И. Л. Сорокин) — 1-ю и 2-ю колонны на рубеже Шабельское—Кагальницкая;
- Кисляковско-Сосыкинский — 3-ю колонну И. Ф. Федько и конную группу Г. А. Кочергина вдоль железной дороги Ростов—Тихорецкая.

В тылу действовали отдельные полки и отряды, ведущие борьбу с местными антисоветскими формированиями. Всего в армии насчитывалось более 75 тысяч штыков и сабель.

### Красная армия Северного Кавказа
В начале июля 1918 войска Кубано-Черноморской республики переименованы в Красную армию Северного Кавказа. В это время её главные силы вели боевые действия в районе Брюховецкая, Тимашевская и были отрезаны от Царицына и восточной части Северного Кавказа. 27 июля основные силы армии были разделены на 4 колонны (А. С. Троцевского, П. К. Зоненко, Г. А. Кочергина и А. В. Мокроусова). В результате контрудара по войскам белых армия заняла Екатеринодар, но 17 августа оставила его, затем войска армии отошли на восток и в сентябре соединились с Таманской армией. Красная армия Северного Кавказа своими действиями сковывала войска А. И. Деникина, оказав помощь красным войскам, оборонявшим Царицын. Приказом РВС Южного фронта от 3 октября 1918 была преобразована в 11-ю армию.
В конце сентября в состав армии входили:
- войска, оборонявшиеся на реке Лаба от Майкопа до Курганной (командующий Кочергин);
- войска Армавирского фронта (командующий И. П. Гудков), занимавшие левый берег Кубани от Армавира до Успенского;
- войска Северо-Восточного фронта (командующий И. И. Гайченец), располагавшиеся по правому берегу реки Кубань от Успенского до Невинномысской;
- войска Ставропольского боевого участка (командующий М. М. Рыльский) — 2 пехотных дивизии и 1 кавалерийская бригада, занимавшие рубеж Невинномысская—Дивное.

Всего армия насчитывала около 90 тысяч штыков, свыше 8 тысяч сабель, 192 пулемёта, 185 орудий, 12 бронепоездов, 4 бронеавтомобиля.

## Командный состав
Командующий:
- А. И. Автономов [25 января (7 февраля) — 18 апреля 1918].

Главнокомандующие:
- А. И. Автономов (19 апреля — 28 мая 1918),
- К. И. Калнин (28 мая — 2 августа 1918),
- И. Л. Сорокин (3 августа — 3 октября 1918).